# One Size Fits All (Frank Zappa)
One Size Fits All  (il ventesimo complessivo della sua discografia) pubblicato nel 1975. Il disco raggiunse la quinta posizione in Norvegia.
Nel giugno del 2015 la rivista Rolling Stone ha collocato l'album alla diciottesima posizione dei 50 migliori album progressive di tutti i tempi.

## Tracce
Testi e musiche di Frank Zappa.
1. Inca Roads – 8:45
2. Can't Afford No Shoes – 2:38
3. Sofa No. 1 – 2:38
4. Po-Jama People – 7:42
5. Florentine Pogen – 5:25
6. Evelyn, a Modified Dog – 1:04
7. San Berd'ino – 5:56
8. Andy – 6:02
9. Sofa No. 2 – 2:43

## Formazione

### Formazione ufficiale
- Frank Zappa - chitarra, voce
- George Duke - tastiera
- Napoleon Murphy Brock - sassofono
- Tom Fowler - basso
- Bruce Fowler - trombone
- Ruth Underwood - vibrafono
- Chester Thompson - batteria

### Ospiti
- James "Bird Legs" Youman - basso (in Can't Afford No Shoes)
- Johnny "Guitar" Watson - voce
- Bloodshot Rollin' Red (Captain Beefheart) - armonica a bocca